# Amédée de Challant
Amédée de Challant († 1423) (également italianisé en Amedeo di Challant) est un noble valdôtain appartenant à la maison de Challant fondateur de la lignée des Challant-Aymavilles et des seconds comtes de Challant.

## Origine
Amédée de Challant est le fils d'Aymon II de Challant et de Fiorina Provana, fille de Franceschino Provana seigneur de Leynì.

## Biographie
Amédée de Challant devient écuyer du comte de Savoie en 1379. En 1393, il acquiert la seigneurie de Châtel-Saint-Denis près de Fribourg de François de Challant. Comme les autres membres de sa famille, il effectue une carrière militaire diplomatique et administrative au service de la maison de Savoie. Il est châtelain de Santhià, San Germano, Verrua, Thonon, Allinges, Cerlier, Chillon et Villeneuve de 1383 à 1422.

## Carrière militaire
Bien qu'il ait vraisemblablement été adoublé chevalier par le comte de Savoie, selon une tradition légendaire, il aurait dans sa jeunesse suivie le duc Louis II de Bourbon en orient et armé chevalier devant Antioche après un combat singulier contre un « fier sarazin ». En 1382-1383, il participe avec Amédée VI de Savoie et Louis Ier d'Anjou à la « descente sur Naples ». Il combat lors de la prise de Sion par le comte Amédée VII de Savoie en 1384 puis contre le marquis de Montferrat dans le Canavais en 1387. Il est à la tête des troupes contre le comte de Valperga. Il participe en 1396 à la désastreuse bataille de Nicopolis avec l'élite de la noblesse française.
Du fait de sa réputation de parfait chevalier, il est l'organisateur pour le compte du jeune Amédée VIII de Savoie du célèbre duel judiciaire qui oppose le brave vaudois Othon III de Grandson à Gérard d'Estavayer à Bourg-en-Bresse le 7 août 1397. Il arbitre ensuite la paix entre le Louis de Savoie-Achaïe prince titulaire d'Achaie et le marquis de Montferrat en 1410. En 1413 il participe à l'assaut contre Saluces et est témoin lors de l'accord de paix entre le comte de Savoie et la marquis de saluces du 22 juin 1413. Délégué par le duc pour rétablir la paix dans le Valais en 1416 il négocie l'accord entre les  valaisans et Cernesi en novembre 1419.

## Carrière administrative et diplomatique
Envoyer du Comte de Savoie aux comtes de San Marino et de Valperga pour négocier une trêve en 1384. Envoyer du comte de Savoie auprès de Jean Galéas Visconti comte de Vertus à Pavie en 1394 il devient conseiller, la même année, du comte de Savoie.
Envoyer de nouveau auprès duc de Milan à Pavie et à Milan en 1400. Bailli du Chablais de 1403 à 1422 envoyé du comte de Savoie en Provence Vallée d'Aoste et Lausanne pour diverses négociations Bailli de Tarentaise en 1413. Ambassadeur auprès de l'empereur Sigismond Ier du Saint-Empire à Perpignan et Narbonne en 1415. Commissaire des forteresses du Chablais et du Valais de 1418 à 1419. Amédée est l'un des témoins de l'acte de fondation du prieuré de Ripaille en 1410 par Amédée VIII de Savoie.
Amédée de Challant fait son testament le 25 octobre 1423 dans lequel il divise ses fiefs donnant à son aîné Aymavilles et à son cadet les domaines situés près de Fribourg. Il meurt peu après. Il est inhumé dans l'église du couvent des cordeliers d'Aoste.

## Union et postérité
Amédée de Challant passe un contrat de mariage le 26 janvier 1384 avec Elinodie fille de Pierre de seigneur de Fernay et d'Isabelle Wulliens. On ignore si une suite a été donnée à ce projet d'union.
Il épouse en 1411/1413 Louise de Miolans fille de Jean seigneur de Miolans et d'Agnès de Rousillon dont :
- Jacques de Challant seigneur d'Aymavilles et 2e comte de Challant.
- Guillaume de Challant († 20 mai 1464) seigneur de Châtel-Saint-Denis près de Fribourg et d'une partie de Graines par héritage et de Vicens du droit de sa première épouse Antoinette de Châtonnaye. Il se marie ensuite avec Ludovica Babina veuve du seigneur de La Palud et de Varambon. Il n'a comme héritière qu'une fille Marguerite qui devient dame de Châtel-Saint-Denis et de Vicens (fiefs en dévolution féminine) et qui épouse Bernard de Menthon seigneur de Menthon (†  avant 1482). Il laisse ses droits sur le château de Graines à son neveu.

## Source
- Abbé Joseph-Marie Henry, Histoire populaire, religieuse et civile de la Vallée d'Aoste, Imprimerie valdôtaine, Aoste 1929. 3e édition 1967, chapitre n° 146 « Amédée de Challant » p. 191-192.

## Articles liés
- Famille de Challant